# Liste der Bodendenkmale in der Samtgemeinde Freren
In der Liste der Bodendenkmale in der Samtgemeinde Freren sind die Bodendenkmale der niedersächsischen Samtgemeinde Freren aufgeführt. Die Quelle ist der Denkmalatlas Niedersachsen.
- Bitte beachten Sie, dass diese Liste keinen Anspruch auf Vollständigkeit erhebt.
- Die Angaben ersetzen nicht die rechtsverbindliche Auskunft der zuständigen Denkmalschutzbehörde.
- Es sind nur Daten aus dem Denkmalatlas verarbeitet.
- Der Stand der Liste ist der 30. März 2025.

Samtgemeinde Freren im Landkreis Emsland

## Allgemein
In den Spalten finden sich folgende Informationen des Bodendenkmales:
| Lage         | geographische Koordinaten                                                           |
| Bezeichnung  | Bezeichnung lt. Denkmalatlas                                                        |
| Beschreibung | Beschreibung lt. Denkmalatlas                                                       |
| ID           | Objekt-ID                                                                           |
| Bild         | Bild, ggf. zusätzlich mit Link zu weiteren Fotos im Medienarchiv Wikimedia Commons. |

## Andervenne

### Andervenne 1
- ID:28949836
- Grabhügelfeld

| Lage                        | Bezeichnung  | Beschreibung                                                                              | ID       | Bild |
| --------------------------- | ------------ | ----------------------------------------------------------------------------------------- | -------- | ---- |
| 52° 31′ 28″ N, 7° 33′ 30″ O | Andervenne 1 | Rund, Durchmesser ca. 15 m und Höhe ca. 2 m, mit Gipfelmulde.                             | 28949831 | BW   |
| 52° 31′ 28″ N, 7° 33′ 30″ O | Andervenne 2 | Rund, Durchmesser ca. 9 m und Höhe ca. 0,8 m mit flacher Gipfelmulde.                     | 28949832 | BW   |
| 52° 31′ 28″ N, 7° 33′ 29″ O | Andervenne 3 | Rund, Durchmesser ca. 6 m und Höhe ca. 0,6 m mit flacher Gipfelmulde.                     | 28949833 | BW   |
| 52° 31′ 27″ N, 7° 33′ 29″ O | Andervenne 4 | Rund, Durchmesser ca. 6 m und Höhe ca. 0,4 m.                                             | 28949834 | BW   |
| 52° 31′ 28″ N, 7° 33′ 31″ O | Andervenne 5 | Durchmesser ca. 8 m und Höhe ca. 0,6 m, fast durch die Mitte verläuft eine schmale Rinne. | 28949835 | BW   |

## Beesten
| Lage                        | Bezeichnung           | Beschreibung | ID       | Bild |
| --------------------------- | --------------------- | --- | -------- | ---- |
| 52° 26′ 18″ N, 7° 29′ 44″ O | Beesten 2, Kreuzstein | a) Kopf, Arme und Schaft sind gerade. Höhe 79 cm; Breite 73 cm; Dicke 23 cm; Kopfhöhe 19 cm; Armbreite ca. 25 cm. Auf der Vorderseite im Kreuzungsfeld nebeneinander zwei tief eingehauene kleine gleicharmige Kreuze. Die Arme sind beschädigt. b) Kopf, Arme und Schaft sind gerade. Höhe 81 cm; Breite 73 cm; Dicke 23 cm; Kopfhöhe 23 cm; Armbreite 18 cm. Im großen Kreuzungsfeld erhaben eine kreisrunde Scheibe mit neuzeitlicher Inschrift "HIER / RUHT / TREFF / DER / HUND". Im obersten Kopfteil vorderseitig mit einem eingerillten gleicharmigen Kreuzchen versehen. Gut erhalten. Kein Sockel festgestellt. | 28949837 | BW   |

## Freren
| Lage                       | Bezeichnung             | Beschreibung | ID       | Bild           |
| -------------------------- | ----------------------- | --- | -------- | -------------- |
| 52° 30′ 14″ N, 7° 33′ 6″ O | Freren 1, Großsteingrab | Das Großsteingrab im Alt-Frerener-Forst gehört zu den Gräbern vom Typ „Emsländische Kammer“. Es ist Ost-West-ausgerichtet mit ovalem Grundriss. Die Kammer ist ca. 20 m lang und ca. 2 m breit und besteht aus 14 Tragsteinen. Von den 11 Decksteinen sind drei nur in Fragmenten erhalten, die restlichen sind nicht überliefert. Der Eingang in die Grabkammer erfolgte vermutlich über einen länglichen Gang an der Südseite. Der im Gelände erhaltene rechteckige Wall ist in die Neuzeit zu datieren. | 28962528 | Weitere Bilder |

### Freren 2
- ID:28962529
- Grabhügelfeld.

| Lage                        | Bezeichnung | Beschreibung | ID       | Bild |
| --------------------------- | ----------- | --- | -------- | ---- |
| 52° 30′ 33″ N, 7° 32′ 23″ O | Freren 2    | Durchmesser ca. 18 m und Höhe ca. 1,4 m. Fast rund, an Westseite etwas höher. Große Grabmulde und insgesamt versetzt.                                      | 28962530 | BW   |
| 52° 30′ 32″ N, 7° 32′ 28″ O | Freren 11   | Durchmesser ca. 11 m und Höhe ca. 0,3 m. Flach, rund. | 28962541 | BW   |
| 52° 30′ 31″ N, 7° 32′ 28″ O | Freren 12   | Durchmesser ca. 13 m und Höhe ca. 1,1 m. Rund. Im Süden von Waldweg angeschnitten; im Norden Baumwurzelkuhle. Bohrungen ergaben graufleckigen Bodenaufbau. | 28962542 | BW   |

### Freren 3
- ID:28962525
- Grabhügelfeld.

| Lage                        | Bezeichnung | Beschreibung                                                                                  | ID       | Bild |
| --------------------------- | ----------- | --------------------------------------------------------------------------------------------- | -------- | ---- |
| 52° 30′ 37″ N, 7° 32′ 23″ O | Freren 3    | Durchmesser ca. 12 m und Höhe ca. 0,9 m. Rund. Durch Pflanzenfurchen beschädigt.              | 28962531 | BW   |
| 52° 30′ 37″ N, 7° 32′ 22″ O | Freren 4    | Durchmesser ca. 9,4 m und Höhe ca. 0,8 m. Rund. Mit Pflanzenfurchen durchzogen.               | 28962532 | BW   |
| 52° 30′ 39″ N, 7° 32′ 22″ O | Freren 5    | Durchmesser ca. 11 m und Höhe ca. 0,7 m. Rund. Durch Pflanzenfurchen beschädigt.              | 28962533 | BW   |
| 52° 30′ 40″ N, 7° 32′ 21″ O | Freren 6    | Durchmesser ca. 13,7 m und Höhe ca. 1 m. Rund. Gut erhalten. An den Fußenden Pflanzenfurchen. | 28962534 | BW   |
| 52° 30′ 40″ N, 7° 32′ 22″ O | Freren 7    | Durchmesser ca. 13,5 m und Höhe ca. 0,75 m. Rund. Tw. durch Pflanzenfurchen zerstört.         | 28962535 | BW   |

### Freren 8
- ID:28962536
- Grabhügelfeld.

| Lage                        | Bezeichnung | Beschreibung | ID       | Bild |
| --------------------------- | ----------- | --- | -------- | ---- |
| 52° 30′ 40″ N, 7° 32′ 40″ O | Freren 8    | Durchmesser ca. 19,5 m und Höhe ca. 1,6 m. Rund. Mit flacher Gipfelmulde. Gut erhalten.                                                                | 28962538 | BW   |
| 52° 30′ 34″ N, 7° 32′ 42″ O | Freren 9    | Durchmesser ca. 18,5 m und Höhe ca. 1,8 m. Rund mit flacher Gipfelmulde. Gut erhalten.                                                                 | 28962539 | BW   |
| 52° 30′ 33″ N, 7° 32′ 41″ O | Freren 10   | Durchmesser ca. 16,5 m und Höhe ca. 1,8 m. Rund. Flache Gipfelmulde. Eingrabung am östlichen Hügelfuß. An Westseite durch Waldweg stark angeschnitten. | 28962540 | BW   |

### Lohe
| Lage                      | Bezeichnung        | Beschreibung | ID       | Bild |
| ------------------------- | ------------------ | --- | -------- | ---- |
| 52° 28′ 9″ N, 7° 31′ 6″ O | Lohe 2, Steinkreuz | Kopf, Arme und Schaft sind gerade, Höhe 68 cm, Breite 61 cm, Kopfhöhe 20 cm, Armbreite 21 cm. Inschrift und die Jahreszahl 1768. Gut erhalten. Ca. 2,40 m über Geländeoberkante im Giebel einer Scheune eingemauert. | 28962543 | BW   |

## Messingen
| Lage                        | Bezeichnung                  | Beschreibung | ID       | Bild |
| --------------------------- | ---------------------------- | --- | -------- | ---- |
| 52° 28′ 44″ N, 7° 26′ 21″ O | Messingen 1, Brandgräberfeld | | 28926535 | BW   |
| 52° 28′ 9″ N, 7° 29′ 44″ O  | Messingen 14, Hünenburg      | Die Hünenburg in Messingen bestand ursprünglich aus einem nahezu runden Ringwall von ca. 70 m Durchmesser. Wall und Graben sind heute selbst in dem Wäldchen nur noch sehr flach erhalten, der Wall war aber ursprünglich ca. 3 m hoch und 10 – 12 m breit. Der 10 m breite Graben ist nur noch 0,6 m tief. Im Acker ist der Rest der Anlage noch auf Luftbildern erkennbar. Über die Geschichte des Ringwalls ist mangels zugehöriger Schriftquellen und archäologischer Untersuchungen nichts bekannt. Vergleichbare Anlagen können aber in das 9./10. Jh. datiert werden. | 28962200 | BW   |
| 52° 28′ 48″ N, 7° 26′ 26″ O | Messingen 19, Grabhügel      | Größe ca. 28 × 20 m und Höhe ca. 1,5 m. Oval. SW-NO orientiert. In der Mitte schwache Eindellung. | 28962309 | BW   |

### Brümsel
| Lage                        | Bezeichnung           | Beschreibung | ID       | Bild |
| --------------------------- | --------------------- | --- | -------- | ---- |
| 52° 26′ 30″ N, 7° 25′ 49″ O | Brümsel 1, Steinkreuz | Kopf, Arme und Schaft gerade, Kreuz selber aus Granit gehauen. Von SSW nach NNO ausgerichtet. Keine Einzeichnungen. Höhe 0,65 m, Breite 0,72 m, Dicke 0,22 m, Höhe des Schaftes 0,1 m, Höhe des Kopfes 0,27 m, Sockel 0,71 m lang, 0,6 m breit. Abschläge an der Ostseite der Armenden, an der Nordostecke des Sockels und an den vier Ecken des Kopfendes. | 28962307 | BW   |

## Thuine
| Lage                        | Bezeichnung             | Beschreibung | ID       | Bild           |
| --------------------------- | ----------------------- | --- | -------- | -------------- |
| 52° 30′ 19″ N, 7° 30′ 23″ O | Thuine 1, Großsteingrab | Die Grabkammer ist 26 m lang und 4,4 m breit. Fast alle Tragsteine sind noch erhalten, die meisten sogar in ihrer ursprünglichen Lage. Von den vermutlich ursprünglich 17 Decksteinen fehlt nur einer im Westen, von denen allerdings viele verrutscht sind. Der Zugang in die Grabkammer erfolgte durch einen zweijochigen Eingang an der Südseite. Des Weiteren, weist die Grabanlage einen doppelten Steinkranz auf, welches für Gräber dieses Typs eher ungewöhnlich ist. Der innere Steinkranz besteht aus ca. 60 Steinen und ist 29 m lang und ca. 6 m breit. Der äußere Steinkranz weist mit 51 Steinen eine Länge von 32,5 m und eine Breite von 8 m auf. Verschiedene Ausgrabungsversuche erbrachten unterschiedliche Steingeräte, tiefstichverzierte Scherben, Bernsteinperlen, menschliches Knochenmaterial, sowie Holzkohlereste. | 28967095 | Weitere Bilder |
| 52° 29′ 55″ N, 7° 29′ 16″ O | Thuine 2, Steinkreuz    | Zwei dicht beieinander stehende Steinkreuze aus Granit. Die Arme weisen in NO-SW-Richtung. - Nach Südwesten ausgerichtet. Schafthöhe 1,25 m, Breite 71 cm, Dicke des Schaftes im Ansatz 32 cm, Dicke des Schaftes in der oberen Hälfte 22 cm, Kopfhöhe 30 cm, Armlänge nach SW 22 cm., Armhöhe nach NO 19 cm. Überwiegend gut erhalten. - Nach Nordosten ausgerichtet. Schafthöhe 1,38 m, Breite 55 cm, Dicke des Schaftes im Ansatz 22 cm, Dicke des Schaftes in der oberen Hälfte 19 cm, Armlänge nach SW 7 cm (beschädigt), Armlänge nach NO 21 cm. Beschädigungen an den Armen. | 28967888 | BW             |